# Partido dos Trabalhadores Polacos
O Partido dos Trabalhadores Polacos (em polaco: Polska Partia Robotnicza, PPR) foi um partido comunista da Polónia entre 1942 e 1948. 

## História
O destino do comunismo na Polónia foi decidido directamente por Josef Stalin, logo após o expurgo dos trotskistas do antigo Partido Comunista da Polónia. 
Após a Alemanha invadir a União Soviética, Estaline foi persuadido por Wanda Wasilewska a ajudar os comunistas da Polónia. Em janeiro de 1942, um grupo de iniciativa dos comunistas polacos, que incluíam Marceli Nowotko, Paweł Finder e Bolesław Mołojec, ganhou a permissão de Stalin para formar um novo partido comunista. Como uma reconstituição do antigo Partido Comunista da Polónia, em 5 de Janeiro de 1942, o Partido dos Trabalhadores Polacos, (Polska Partia Robotnicza, PPR) foi fundado em Varsóvia  com Marceli Nowotko como o chefe do partido.  A palavra "comunista" no título foi evitada para que não ficasse clara a conotação de um partido controlado por uma potência estrangeira. Eles também estavam cientes da ampla impopularidade do comunismo entre os cidadãos polacos, especialmente entre as pessoas que haviam experimentado o sistema soviético durante a ocupação entre 1939-1941. 

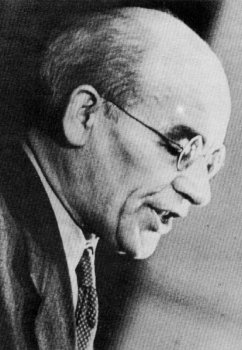
Władysław Gomułka.

Em abril de 1942 o PPR formou uma organização armada chamada Guarda Popular (Gwardia Ludowa, GL), sob o comando de Bolesław Mołojec. A propaganda comunista era evitada, porém o partido apelava para que os polacos entrassem em guerra com os alemães, usando slogans democráticos e anunciando reformas económicas moderadas, mas também afirmando a necessidade de aliança com a URSS. 
No fim do outono do mesmo ano, houve algumas brigas entre a liderança do partido. Após os assassinatos de Nowotko e Mołojec, Paweł Finder tornou-se o primeiro-secretário do partido até sua detenção, no outono de 1943, quando Władysław Gomułka. Gomułka, que era membro do antigo partido comunista, permaneceria no como chefe do PPR até o fim. O PPR possuía cerca de 10 000 membros. 
Em 1 de janeiro de 1944, o PPR fundou o Concelho Nacional de Estado (Krajowa Rada Narodowa, KRN), que serviria para representar formalmente toda a sociedade polaca e servir de base para criação das autoridades polacas, sendo totalmente dependente da URSS. 
Quando o Exército Vermelho entrou em território polaco, reconheceu o KRN como a única autoridade legal da Polônia. Membros do KRN foram seleccionados para formar o Comité Polaco de Libertação Nacional (Polski Komitet Wyzwolenia Narodowego, PKWN) e o Governo Provisório (Rząd Tymczasowy).  A partir desse momento, os membros do PPR realizavam a administração governamental, militar e policial dos escritórios, além dos serviços especiais, como o Escritório de Segurança Pública (Urząd Bezpieczeństwa Publicznego). O KRN usava  politicas de terror contra a oposição clandestina anti-comunista, pacificado a resistência social e introduzindo reformas económicas radicais. 
Fundiu-se com o Partido Socialista Polaco para formar o Partido Operário Unificado Polaco, em dezembro de 1948. 